# 통화 주권
통화 주권(영어: Monetary sovereignty)은 국가가 자국의 통화 및 통화 정책에 대해 독점적인 법적 통제권을 행사하는 권한이다. 여기에는 국가의 법정 통화를 지정하고, 통화량을 통제하며, 이자율을 설정하고, 금융기관을 규제할 권한이 포함된다. 통화 주권은 국민 국가의 주권, 경제적 독립성 및 정책 자율성에 매우 중요하다.
통화 주권의 정도는 통화 시스템에 대한 통제력이 높은 국가부터 초국가적 조직에 자발적으로 일부를 포기하거나 외화를 채택한 국가까지 다양하다.

## 정의
통화 주권은 몇 가지 핵심 권한을 가지고 있다.
법정 통화 권한: 한 국가 내에서 채무 상환을 위해 법적으로 허용되는 지불 형태를 지정하는 독점적 권한. 여기에는 공식 통화를 결정하는 것이 포함된다.
발행 및 회수: 신용 창출의 발행 및 회수를 통제하는 독점적 권한.
통화 정책 독립성: 외부 간섭 없이 이자율을 설정하고 은행 지급준비제도를 결정하는 능력. 이 권한에는 경제 상황에 따라 확장 또는 수축 조치를 취하는 것이 포함된다.
환율 관리: 고정 환율 또는 변동 환율제와 같은 환율 정책을 설정하고, 외환시장에 개입할 권한.
금융 시스템 규제: 은행 규제 및 기타 금융기관을 규제하고, 최종 대부자로서의 역할, 자기자본 규제 설정, 금융시장 감독을 포함하는 권한.

## 역사
통화 주권은 역사를 통틀어 크게 발전해 왔다. 통화 주권의 개념은 정치적 주권보다 수천 년 앞선다. 고대 통치자나 사제들이 화폐를 창조할 권한을 선포하면서 시작되었다. 주권과 국민 국가는 16세기 서유럽에서 발전했다.
통화 주권은 1668년 스웨덴을 시작으로 중앙은행 설립의 이유가 되었다. 금본위제는 금태환성을 유지하는 국가들의 통화 정책을 제약했다. 1971년 브레턴우즈 체제가 붕괴된 후, 많은 국가들이 변동 환율제를 채택하고 통화 정책 통제권을 되찾았다.

## 현대의 사례

### 높은 통화 주권
미국, 일본, 영국과 같은 국가들은 높은 통화 주권을 가지고 있다. 이들은 외부 제약 없이 경제 상황에 대응하고 독립적으로 통화 정책을 설정할 수 있는 자율적인 중앙은행을 보유하고 있다.

### 공유된 통화 주권
유럽 연합은 자발적인 통화 주권 공유를 대표한다. 20개 회원국이 유로를 채택했으며, 유럽 중앙은행에 상당한 권한을 이전했다. 이 국가들은 일부 재정 주권을 가지고 있지만, 독립적으로 통화량을 조절하거나, 이자율을 설정하거나, 통화 가치를 절하할 능력을 포기했다.

### 제한된 통화 주권
통화위원회 또는 달러화는 통화 주권을 크게 제한한다. 아르헨티나의 페소 태환제는 아르헨티나 페소를 미국 달러에 고정시켰다. 에콰도르와 엘살바도르는 미국 달러를 채택했다.

## 통화 주권에 대한 도전

### 세계화와 자본 흐름
국제 자본 이동성은 통화 주권을 제약할 수 있다. 국경을 넘나드는 자본 흐름은 통화 정책의 효율성을 감소시킬 수 있다.

### 디지털 통화 및 암호화폐
중앙은행 디지털 화폐(CBDC)를 포함한 디지털 통화 및 개인 암호화폐는 통화 주권에 도전한다. 이러한 기술들은 통화 경쟁과 전통적인 통화 통제를 우회하는 국경 간 지불을 가능하게 할 수 있다.

### 국제 통화 협력
국제 통화 기금은 통화 주권을 제한하는 조건을 부과할 수 있다. 통화 정책은 종종 국제 협력을 필요로 한다.

## 주권적 신용 창출
화폐는 중앙은행과 상업은행 모두에 의해 창출될 수 있다. 중앙은행은 공개시장운영, 상업은행 대출 및 기타 메커니즘을 통해 본원통화를 창출한다. 상업은행은 대출을 통해 부분지급준비제도 방식으로 화폐를 창출한다. 대부분의 화폐는 상업은행에 의해 대출을 통해 창출된다. 지급준비금 총액이 은행 대출이나 예금 창출을 제약하지 않는다.
포지티브 머니와 같은 조직들은 중앙은행이 독점적으로 신용 창출을 관리할 것을 주장한다. 이는 상업은행의 신용 창출에 영향을 미치기 위해 이자율을 사용하는 것을 대체할 것이다. 주권 화폐 개혁 옹호자들은 민간 은행이 아닌 일반 대중에게 이익이 되는 신용 창출을 주장한다. 그들은 상업은행이 이윤을 위해 화폐를 창출할 수 있지만, 금융 불안정 위험은 대중이 부담한다고 말한다. 옹호자들은 교육, 의료 또는 기본 소득과 같은 공공 목적을 위한 화폐 창출에 대한 민주적 감독을 주장한다.
비판론자들은 주권 화폐 시스템으로의 전환 가능성에 의문을 제기한다. 그들은 주권 화폐가 자금시장의 기존 잉여 자금으로 조달되는 자산 거품을 막지 못할 것이라고 주장한다.
2018년 스위스 통화주권 국민투표는 대중적인 개혁 시도였으나 성공하지 못했다. 2008–2011년 아이슬란드 금융 위기 이후, 총리는 프로스티 시구르드욘손에게 은행 시스템 개혁에 대한 연구를 의뢰했으며, 그는 주권 화폐 개혁을 제안했다.

## 같이 보기
- 2018년 스위스 통화주권 국민투표
- 연방공개시장위원회 - 대통령이 임명한 연방준비제도 이사회 7명과 연방준비은행 5명
- 신용 창출
- 포지티브 머니 - 주권적 통화 시스템을 옹호하는 영국 기반 비영리 단체
- 양적 완화 및 양적 긴축